# Eriocaulon fluviatile
Eriocaulon fluviatile là một loài thực vật có hoa trong họ Cỏ dùi trống. Loài này được Trimen mô tả khoa học đầu tiên năm 1885.